# Sremput Ruma
Sremput Ruma (code BELEX : SPRU) est une entreprise serbe qui a son siège social à Ruma, dans la province de Voïvodine. Elle travaille dans les secteurs de la construction et de l'industrie manufacturière.

## Histoire
Sremput Ruma a été admise au libre marché de la Bourse de Belgrade le 22 novembre 2006.

## Activités
Les activités de Sremput Ruma incluent la maintenance et la construction de routes, de ponts, de passerelles et d'autres infrastructures routières ; elle construit, reconstruit ou adapte des bâtiments d'affaires ou des immeubles résidentiels. Elle produit du gravier et du sable et travaille également dans le domaine des études géologiques et de la cartographie. Elle possède une usine fabriquant de l'asphalte et cinq unités produisant des machines et des outils.

## Données boursières
Le 21 juin 2013, l'action de Sremput Ruma valait 3 611 RSD (31,53 EUR). Elle a connu son cours le plus élevé, soit 8 480 RSD (74,05 EUR), le 7 mai 2007 et son cours le plus bas, soit 770 RSD (6,72 EUR), le 30 novembre 2012.
Le capital de Sremput Ruma est détenu à hauteur de 94,53 % par des entités juridiques, dont 76,38 % par Sremput Konsorcijum d.o.o. et 11,73 % par MD d.o.o..